# Бабарыкинская волость
Бабары́кинская во́лость (писали наименование также, как Боборыкинская и Бобарыкинская) — административная единица (с 1905 по 1924 гг.) в составе Томского уезда Томской губернии. Центром волости было село Бабарыкинское.

## Описание
Волость в 1905 году на сельском сходе создали русские крестьянствующие и купеческие общины, происходящие от казаков, расселившиеся на Левобережье Оби к западу от Томска более 350 лет назад — в основном в конце XVII — начале XVIII веков. Волость была создана выделением части западных земель обширной Богородской волости. Бабарыкинская экономика строилась на коневодстве, кузнечном деле и животноводстве. Местные жители отчасти подрабатывали также плотниками и столярами, занимались охотой на боровую дичь, зайцев, а также рыбалкой на окрестных озёрах и речках. Ближайшая тайга и окрестные колки были богаты дикоросами (ягоды и грибы), для домашней скотины в окрестностях был достаток покосов. Земли были богаты чернозёмом, что способствовало земледелию (хлеборобство). В условиях государственной поддержки («Столыпинская реформа») крестьяне села брали столько земли, сколько могли обработать. Тем не менее к 1914 году наметилось социальное расслоение: некоторые крестьянские хозяйства крепко встали на ноги, а другие семьи, в силу целого ряда социальных и ментальностных причин, становились деревенской беднотой, временами лишь зарабатывавшей на сезонных работах по найму у своих работящих односельчан.
Экономическому развитию территории и созданию волости во второй половине XIX века способствовало географическое положение: один из двух основных путей в Томск от Каргата по Великому Сибирскому [гужевому] пути пролегал именно здесь: от Бабарыкинского на Шегарке тракт шёл к Томску. Участок тракта от Каргата до Томска именовался как Шегарский тракт. От волостного центра тракт выходил на берег Оби у села Богородского (Богородская волость), где он пересекался другими гужевыми путями регионального значения: вдоль Оби на юг шёл Кожевниковско-Колыванский тракт, а на север — путь в Нарымский край.
Волость испытала на себе события послереволюционной (1917) Гражданской войны в Сибири. В 1919 году крестьяне волости отметились акциями неповиновения и даже сопротивления колчаковской власти, в частности, летом массово отказывались отдавать молодёжь под мобилизацию в Сибирскую армию. По волостям от Кожевниково до Монастырки, включая Богородскую и Бабарыкинскую волости, прошли печально знаменитые колчаковские карательные отряды. От Бабарыкинского до Богородского в деревнях были вооружённые столкновения крестьян, сочувствующих красным, с этими отрядами белых. В декабре 1919 года, с вхождением сюда частей 5-й Красной Армии, на территории Томского уезда установилась вновь советская власть. К марту 1920 года в Бабарыкине, под руководством местной ячейки Богородского межволостного райкома РКП(б), формируются органы новой власти: местный сельский совет, волостной исполком Совета рабочих, крестьянских и красноармейских депутатов, волвоенкомат, волотдел милиции и ВЧК, волостной народный суд и др. Весной и летом 1920 года вновь начались крестьянские волнения, ныне известные как восстание Сибирская Вандея и охватившие территории от Барабинских степей современной Новосибирской области до Томска (вдоль Каргатско-Шегарского тракта). Карательные силы из частей 5-й Армии и отрядов ЧОН жёстко подавили недовольство в том числе и в Бабарыкино.
Волость существовала до 1924 года, когда в связи с административной реформы в РСФСР была упразднена и вошла в укрупнённую Богородскую волость , а затем (май 1925) — в состав Богородского района Томского округа.
В декабре 1925 центр района перенесён из села Богородского в село Бабарыкино.
Постановлением ВЦИК от 20 июня 1930 года Богородский район был ликвидирован, его земли вошли в состав вновь образованных Томского, Кожевниковского и Кривошеинского районов Томского округа. Затем район был восстановлен как современный Шегарский район, райцентром вновь становится Богородское/Шегарка (ныне — село Мельниково).

## Территория в настоящее время
Территория бывшей волости, вместе с территориями соседних Богородской и Монастырской волостей, стала частью современного Шегарского района Томской области (административный центр и района и области — село Мельниково). Прежний волостной центр в советское время постепенно потерял статус села. В настоящее время деревня Бабарыкино входит в состав Баткатского сельского поселения.

## Расположение
Волость объединяла сёла и деревни, преимущественно созданные более 350 лет назад казаками на пространстве вдоль реки Шегарка. Располагалась в 96 вёрстах по гужевому Шегарскому тракту к западу от Томска.
Волость граничила с волостями Томского уезда.
Окружение волости в 1900 году:
| северо-запад: (таёжный массив) | север: Монастырская волость | северо-восток: Богородская волость |
| запад: (таёжный массив)        | Бабарыкинская волость       | восток: Богородская волость        |
| юго-запад: Елгайская волость   | юг: Елгайская волость       | юго-восток: Кожевниковская волость |

В то или иное время в состав волости входили сёла и деревни поймы реки Шегарки:
- Бабарыкинское (ныне село Бабарыкино) — волостной центр
- Баткат (в XX веке, до этого был с составе Богородской волости)
- Батурино
- Гынгазово
- Кузнецово
- Малое Бабарыкино
- Малый Баткат
- Маркелово
- Тазырачево

## Известные личности
- Чернышёв, Иван Иванович (1912—1977) — ветеран и герой Великой Отечественной войны, полный кавалер ордена солдатской Славы
- Малков, Николай Иванович (1923—…) — бригадир тракторного отряда колхоза имени 50-летия Великого Октября, Герой Социалистического Труда
- Смоктуновский, Иннокентий Михайлович (1925—1994) — известный русский актёр театра и кино, мастер художественного слова (чтец), Герой Социалистического Труда (1990), Народный артист СССР (1974), лауреат Ленинской премии (1965), лауреат Государственной премии РСФСР им. братьев Васильевых (1971). Кавалер трёх орденов Ленина (1975, 1985, 1990). Ветеран-участник Великой Отечественной войны.